# Praça Etelvina Luz (Banco Redondo)

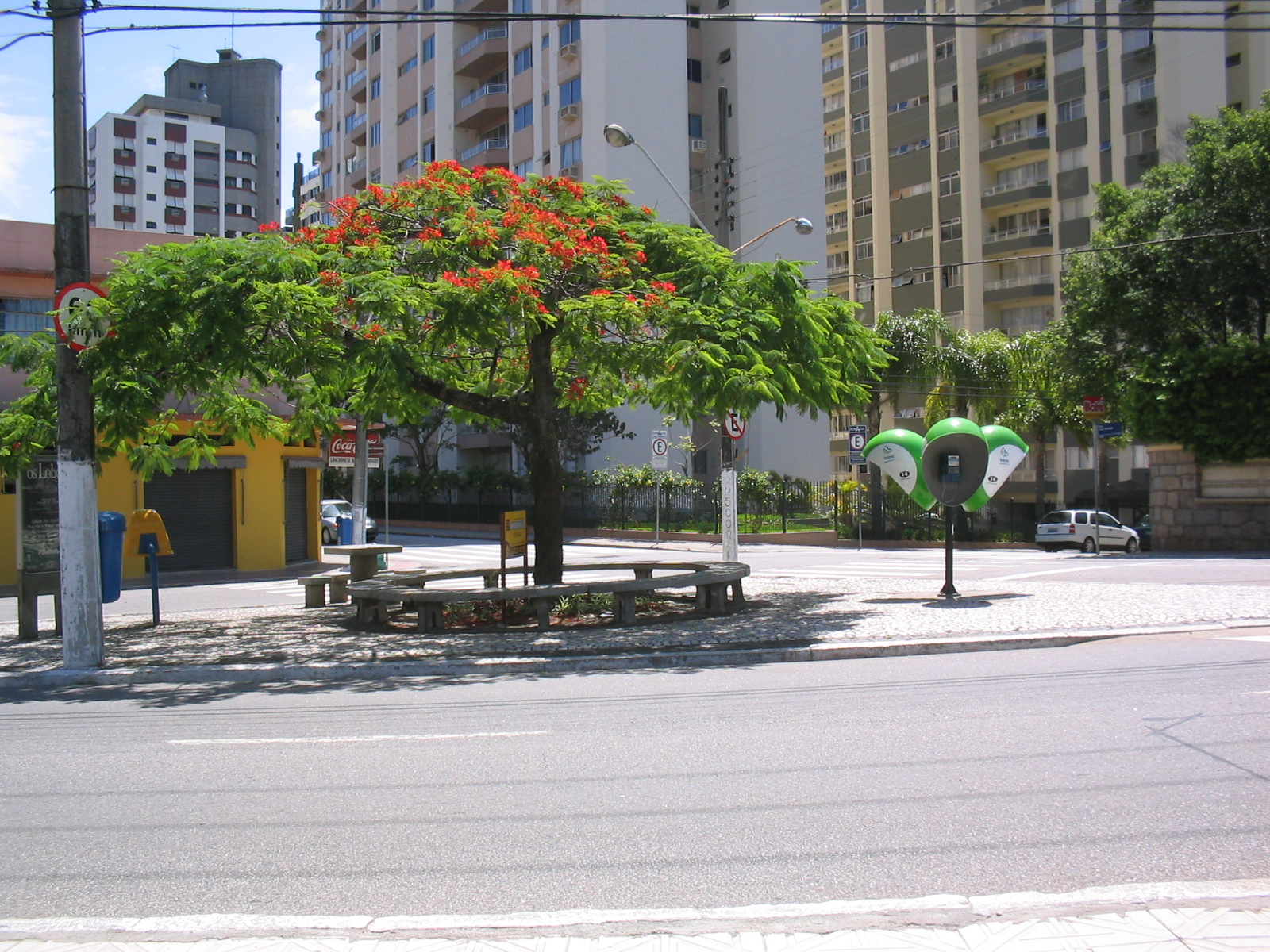
Praça Etelvina Luz vista da Av. Mauro Ramos, com o Flamboyant e o Banco Redondo em torno da árvore.

A Praça Etelvina Luz é um logradouro de Florianópolis. Localizada entre as ruas Vitor Konder, Altamiro Guimarães e a Avenida Mauro Ramos, essa pequena praça é famosa por ser o local onde fica o Banco Redondo, um famoso e folclórico ponto de referência da capital catarinense, sendo por isso também conhecida como Praça do Banco Redondo.

## História
A praça é bem pequena, tendo 128 metros quadrados de área, sendo uma das menores da cidade. Seus principais elementos são um Flamboyant e o Banco Redondo, mobiliário de concreto que circunda a árvore. Além deles, ficam na praça três orelhões, uma caixa de correio, uma caixa de luz, uma mesa de xadrez com bancos, um relógio publico e três postes, além de alguns elementos informativos. O piso é de petit-pavé.
Recebe o nome de Etelvina Luz, esposa de Hercílio Luz, que foi governador de Santa Catarina. A casa onde eles viviam fica em frente à praça. Entretanto, até mesmo nas placas de rua a praça é referida como "Praça Etelvina Luz (Banco Redondo)".
A origem do banco é desconhecida, mesmo para o Instituto de Planejamento Urbano de Florianópolis. Sabe-se que o Banco Redondo foi colocado em volta do Flamboyant em meados da década de 1960, mas não se sabe sequer quem colocou o banco lá.

## Cultura popular
Apesar do tamanho da praça não dar a importância do local pra quem o vê, o Banco Redondo já foi palco de protestos e debates, ponto de encontro para passeatas, jogos de dominó e xadrez. Por ficar numa posição estratégica da Avenida Mauro Ramos, é um ponto de referência para os manezinhos, e é especialmente famoso por confundir quem vem de fora, visto que o nome pode levar a pensar que se trata de uma instituição financeira de arquitetura arredondada, quando, na verdade, é um mobiliário urbano. Saber o que é e onde fica o Banco Redondo faz parte da cultura local.